# Patrick St. Esprit
Patrick St. Esprit (nascido em 1955) é um ator estadunidense, cuja carreira se estendeu por 30 anos. O primeiro papel importante de Patrick foi de Buddy um boxeador na comédia Police Squad! no episódio " Ring of Fear (A Dangerous Assignment)".

## Filmografia

### TV
- 1985 Knight Rider Interpretou Tommy-Lee Burgess no Episódio Knight by a Nose
- 1990 Matlock Interpretou Rick Allen no Episódio The Witness
- 1994 Dr. Quinn, Medicine Woman Interpretou Carl nas duas partes do Episódio Ladies Night
- 1993 - 2001 Walker, Texas Ranger Interpretou 5 diferentes personagens. (Lester Rawlins / Quint / Brad Furnell / Darby & Jack Garret)
- 2002 Angel Interpretou Jenoff no Episódio Double or Nothing
- 2007 Desperate Housewives Interpretou Detective Berry no Episódio Distant Past
- 2007 - 2010 Saving Grace
- 2010 - House MD Episódio "Um Dia Daqueles"
- 2010 The Mentalist Interpretou Frank Lockhardt no Episódio The Red Ponies
- 2008-2013 - Sons of Anarchy Interpretou Elliott Oswald.

### Filmes
- 1986 Fire in the Night Mike Swanson
- 2003 King of the Ants Sgt. Moorse
- 2006 United 93 Major Kevin Nasypany
- 2010 Chain letter Dean Jones
- 2010 Green Zone
- 2011 Super 8 Weapons Commander
- 2013 The Hunger Games: Catching Fire Rommulus Thread
- 2016 War Dogs Phillip Santos